# Rita Bürgi
Rita Bürgi, née le 18 mars 1975 à Bienne est une ancienne coureuse cycliste suisse, spécialiste de la descente en VTT.

## Palmarès en VTT

### Championnats du monde
- Ciocco 1991
  -  Championne du monde de descente juniors
  -  Médaillée d'argent du cross-country juniors
- Bromont 1992
  -  Championne du monde de cross-country juniors
  -  Médaillée d'argent de la descente juniors
- Vail 1994
  - 5e de la descente
- Cairns 1996
  - 10e de la descente

### Championnats d'Europe
- 1993
  -  Médaillée de bronze aux championnats d'Europe de la descente
- 1994
  - 7e aux championnats d'Europe de la descente
- 1995
  - 5e aux championnats d'Europe de la descente

### Championnat de Suisse
- 1994
  -  Championne de Suisse de la descente
- 1995
  -  Championne de Suisse de la descente
- 1996
  -  Championne de Suisse de la descente

### Autres
- 1993
  - 3e de Cap-d'Ail - descente (coupe du monde)
- 1995
  - 3e de Mont Sainte-Anne - descente (coupe du monde)
- 1996
  - 3e de Nevegal - descente (coupe du monde)